# داستان فلسفه
داستان فلسفه با نام کامل داستان فلسفه: زندگی و عقاید فیلسوفان بزرگ (به انگلیسی: The Story of Philosophy: The Lives and Opinions of the Greater Philosophers) یک کتاب از ویل دورانت، استاد فلسفه و تاریخ‌نگار آمریکایی در سال ۱۹۲۶ است که در آن چندین تن از فیلسوفان برجسته غربی و اندیشه‌های آنان را معرفی می‌کند‌. این کتاب را عباس زریاب خویی در سال ۱۳۳۵ با نام تاریخ فلسفه به فارسی ترجمه کرده است.

## معرفی
داستان فلسفه نام دومین کتاب ویل دورانت بود که نخست با تیراژ کم و قیمت ارزان در مجموعهٔ کتاب‌های آبی کوچک چاپ شد و به دلیل دست یافتن به محبوبیت بسیار زیاد، در سال ۱۹۲۶ به شکل کتابی با جلد گالینگور توسط انتشارات سایمون و شوستر دوباره منتشر شد. ویرایش دوم کتاب در سال ۱۹۳۳ منتشر شد.
دورانت در این کتاب به مرور فلسفهٔ فیلسوفان مشهور تاریخ که از سقراط و افلاطون آغاز و به فریدریش نیچه ختم می‌شود، پرداخته بود و سعی داشت ارتباط متقابل اندیشه‌های آنها و اینکه چگونه ایده‌های یک فیلسوف به فیلسوف بعدی کمک می‌کند را نشان دهد. در نسخه انگلیسی، کتاب شامل ۹ فصل است که هر کدام بر یک فیلسوف متمرکز شده و دو فصل دیگر هر کدام شامل مشخصات مختصرتری از سه فیلسوف اوایل قرن بیستم است. دو فصل پایانی به فیلسوفان اروپایی و سپس آمریکایی اختصاص دارد.

## فصل‌های کتاب
ترجمهٔ فارسی داستان فلسفه شامل ۱۱ فصل است که به ترتیب به بررسی فیلسوفان زیر می‌پردازد: 
1. افلاطون (به‌علاوهٔ قسمتی در مورد سقراط)
2. ارسطو
3. فرانسیس بیکن
4. باروخ اسپینوزا
5. ولتر (به‌علاوهٔ قسمتی دربارهٔ ژان-ژاک روسو)
6. ایمانوئل کانت (به‌علاوهٔ قسمتی دربارهٔ گئورگ ویلهلم فریدریش هگل)
7. آرتور شوپنهاور
8. هربرت اسپنسر
9. فریدریش نیچه
10. آنری برگسون، بندیتو کروچه و برتراند راسل
11. جرج سانتایانا، ویلیام جیمز و جان دیویی.

## بازخورد
برخلاف کتاب پیشین ویل دورانت، داستان فلسفه با استقبال بسیار زیادی مواجه شد. این کتاب در طی سه دهه، بیش از دو میلیون نسخه فروخت و به چندین زبان ترجمه شد. مفسر اجتماعی ویل راجرز این کتاب را «اثر پیشگامانه‌ای که به رواج فلسفه کمک کرد» توصیف نمود. استقلال مالی دورانت و آریل پس از فروش این کتاب، به آنها اجازه داد چندین بار به اقصی نقاط جهان سفر و چهار دهه را صرف نوشتن مشهورترین اثرشان کنند.